# يونوت تاناسي
يونوت تاناسي (بالرومانية: Ionuț Tănase)‏ هو لاعب كرة قدم روماني في مركز الوسط، ولد في 9 يناير 1998 في بيتيشت في رومانيا. شارك مع منتخب رومانيا تحت 17 سنة لكرة القدم. أما مع النوادي، فقد لعب مع يو تي أي أراد ويونيفرسيتاتيا كرايوفا.

## وصلات خارجية
- يونوت تاناسي على موقع قاعدة بيانات كرة القدم.إي يو (الإنجليزية)
- يونوت تاناسي على موقع Soccerway.com (الإنجليزية)